# Niphetogryllacris aberrans
Niphetogryllacris aberrans är en insektsart som beskrevs av Willemse, C. 1953. Niphetogryllacris aberrans ingår i släktet Niphetogryllacris och familjen Gryllacrididae. Inga underarter finns listade i Catalogue of Life.